# デヴィッド・ルーク・ハウエル
デヴィッド・ルーク・ハウエル（英語: David Luke Howell、1959年11月2日 - ）は、アメリカ合衆国の歴史学者である。福岡県生まれ。ハーバード大学教授。
1977年、上智大学に入学。家族の帰国にともないハワイ大学に編入。1981年、学士号取得。1986年、プリンストン大学修士号取得。1989年、プリンストン大学博士号取得。

## 研究歴
- 1989年 テキサス大学オースティン校助教授[3]
- 1993年プリンストン大学助教授[3]
- 1999年プリンストン大学准教授[3]
- 2004年プリンストン大学教授[3]
- 2005年- 2010年プリンストン大学東アジア学部長[3]
- 2010年 ハーバード大学教授就任[3]。東アジア言語文明学部長[4]

## 研究分野
学部から一貫して日本史を研究。江戸時代を主とし、明治時代などの研究も行っている。明治時代以前に日本が海外に与えた影響について研究しており、なかでも漆器や肥料製造技術の優位性を説いている。

## 著書
- (Under contract) The Meiji Restoration: Continuity and Transformation Japan’s Nineteenth Century (New　York: Cambridge University Press).
- Volume in series New Approaches to Asian History.
- (Under contract) Editor, The Cambridge History of Japan, vol. 2 (New York: Cambridge University Press).
- (Co-editor, with Namikawa Kenji and Kawanishi Hidemichi) Shūhenshi kara zentaishi e: Chiiki to bunka [From peripheral history to holistic history: Region and culture] (Kyoto: Seibundō, 2009).
- (Co-editor, with James C. Baxter) History and Folklore Studies in Japan (Kyoto: International Research　Center for Japanese Studies, 2006).
- Geographies of Identity in Nineteenth-Century Japan (Berkeley: University of California Press, 2005).
- DAVID LUKE HOWELL 2 Capitalism from Within: Economy, Society, and the State in a Japanese Fishery (Berkeley: University of California Press, 1995).
- Translation: Nishin no kindaishi: Hokkaidō no gyogyō to Nihon shihonshugi, trans. Kawanishi Hidemichi and Kawanishi Fumiko (Tokyo: Iwata Shoin, 2007).